# Vargem (Santa Catarina)
Vargem é um município brasileiro do Estado de Santa Catarina.  Localiza-se a uma latitude 27º29'21" sul e a uma longitude 50º58'30" oeste, estando a uma altitude de 768 metros. Sua população estimada em 2010 era de 2.808 habitantes.
Possui uma área de 350,1 km².

## Turismo
No vale do rio Canoas, a pesca esportiva atrai visitantes de todo o estado, pois além da gama de peixes oferece belas paisagens no seu entorno.
A flora e fauna são abundantes com capacidade para trilhas ecológicas, oferecendo também um grande material para estudo que deve ser preservado.

## Gastronomia
Costela bovina gorda e uma cerveja gelada são atrações do município e, no inverno o entrevero de pinhão com carne e um bom vinho tinto colonial conquistam as mesas.